# Condado de la Corte de la Berrona
El condado de la Corte de la Berrona es un título nobiliario español creado el 11 de septiembre de 1764 por el rey Carlos III de España a favor de Antonio de Mendoza y Moreno y Silva, regidor perpetuo de Jerez de los Caballeros y señor de la Torre de los Bolsicos.
 

La concesión del título así como los méritos que concurrían en el nuevo aristócrata son las que se publicaron en la Gaceta de Madrid:
El Rey ha hecho merced a D. Antonio de Mendoza Moscoso y Silva de Título de Castilla, con la denominación de Conde de la Corte de la Barrona, en atención á sus distinguidas circunstancias, antigüedad, y lustre de su casa.

## Condes de la Corte
|                         | Titular                                         | Periodo                 |
| Creación por Carlos III | Creación por Carlos III                         | Creación por Carlos III |
| ----------------------- | ----------------------------------------------- | ----------------------- |
| I                       | Antonio de Mendoza y Moreno y Silva             | 1764-1784               |
| II                      | Luis José Mendoza Quintano y Silva              | 1785-¿?                 |
| III                     | Agustín de Mendoza y González-Torres de Navarra | ¿?-1852                 |
| IV                      | Agustín de Mendoza y Fernández de Córdoba       | 1852-1890               |
| V                       | Agustín de Mendoza y Ramírez de Arellano        | 1890-1920               |
| VI                      | Agustín de Mendoza y Montero de Espinosa        | 1920-1967               |
| VII                     | Josefina de Mendoza y Montero de Espinosa       | 1967 -1981              |
| VIII                    | Alfonso de Mendoza y Gómez                      | 1979-1994               |
| IX                      | Elia de Mendoza y Gómez                         | 1994-2002               |
| X                       | Alfonso de Mendoza y García-Vizcaíno            | 2002-2023               |